# Sainte-Hélène-Bondeville
Sainte-Hélène-Bondeville – miejscowość i gmina we Francji, w regionie Normandia, w departamencie Sekwana Nadmorska.
Według danych na rok 1990 gminę zamieszkiwało 680 osób, a gęstość zaludnienia wynosiła 100 osób/km² (wśród 1421 gmin Górnej Normandii Sainte-Hélène-Bondeville plasuje się na 351. miejscu pod względem liczby ludności, natomiast pod względem powierzchni na miejscu 547.).